# Energeia
Energeia (greacă: enérgeia) este un important termen filosofic grecesc, folosit în lucrările lui Aristotel.Termenul a fost preluat ca nume pentru conceptul modern de energie.
Energeia este funcționare, activitate, actualizare.
Acest concept este un corelativ al conceptului aristotelic de dynamis. La Aristotel energeia nu este o activitate oarecare, ci "activitate liberă", infinită, anterioară propriei sale potențe (dynamis), mergând dincolo de propria sa dynamis.
Aristotel spune că energeia pură este Dumnezeu, adică act creator pur, fără dynamis; creativitatea în sine este divinitate. Iar la om energeia nu e niciodată totală, ci e totdeauna "a întrece" dynamis-ul, adică a inventa ceva, fără a inventa totul de la început.